# Cianurazione dell'oro
La cianurazione dell'oro (nota anche come processo al cianuro o processo di MacArthur-Forrest) è una tecnica idrometallurgica per estrarre l'oro dai minerali grezzi di bassa qualità, convertendo l'oro in un complesso di coordinazione solubile in acqua. È il processo di lisciviazione più comunemente usato per l'estrazione dell'oro.
La produzione di reagenti per la lavorazione dei minerali per recuperare oro, rame, zinco e argento rappresenta circa il 13% del consumo di cianuro a livello globale, con il restante 87% di cianuro utilizzato in altri processi industriali come plastica, adesivi e pesticidi. A causa della natura altamente velenosa del cianuro, il processo può essere considerato controverso e il suo utilizzo è vietato in alcun paesi.

## Storia
Nel 1783, Carl Wilhelm Scheele scoprì che l'oro si dissolveva in soluzioni acquose di cianuro. Attraverso il lavoro di Pyotr Romanovich Bagration (1844), Elsner (1846) e Faraday (1847), fu determinato che ogni atomo d'oro richiedeva due ioni cianuro, cioè la stechiometria del composto solubile.

### Processo industriale

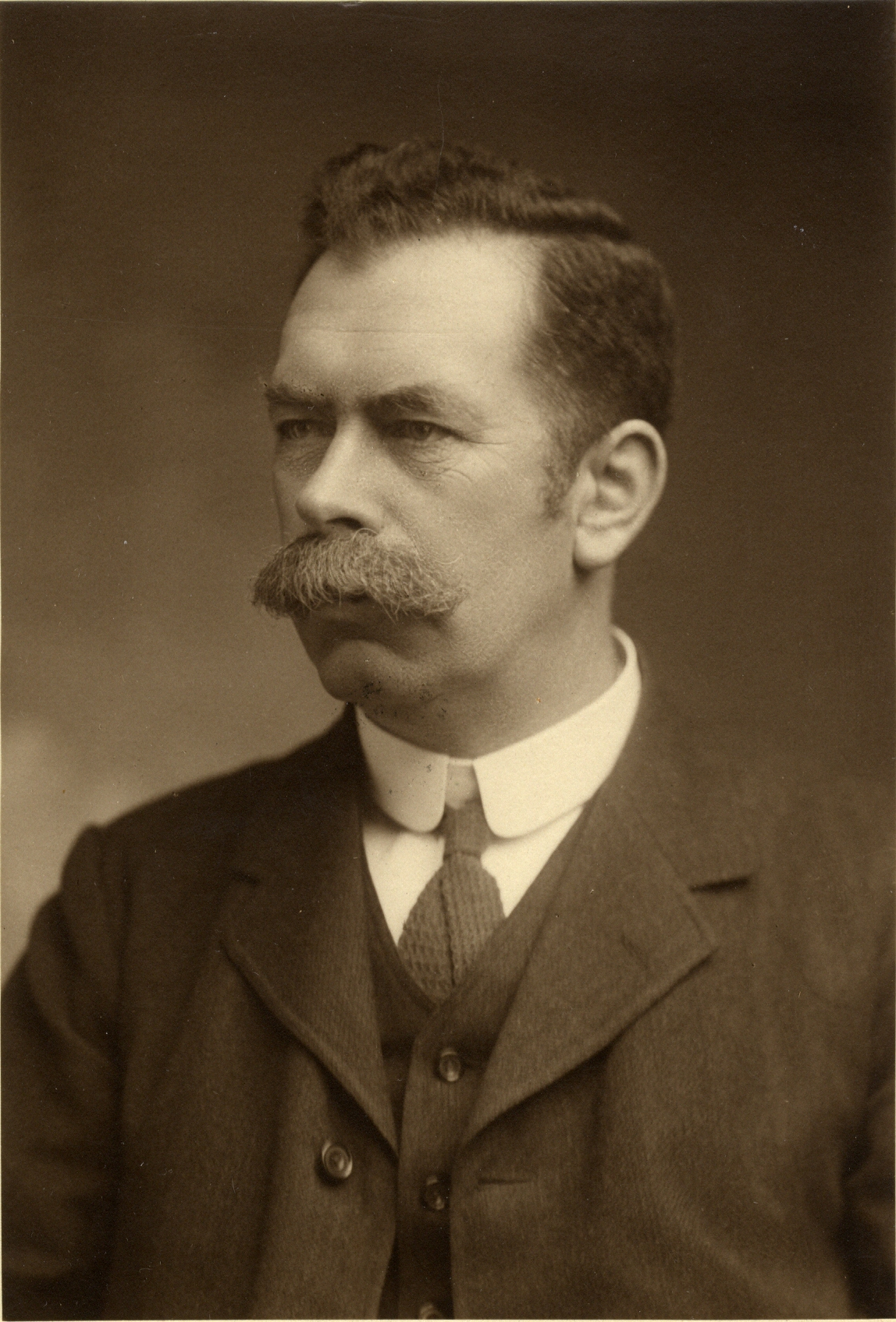
John Stewart MacArthur, che sviluppò il processo al cianuro per l'estrazione dell'oro nel 1887.

L'espansione dell'estrazione dell'oro nel Rand del Sudafrica iniziò a rallentare nel 1880, poiché i nuovi giacimenti trovati tendevano ad essere ricchi di minerale piritico. L'oro non poteva essere estratto da questo composto con nessuno dei processi o delle tecnologie chimiche allora disponibili. Nel 1887, John Stewart MacArthur, lavorando in collaborazione con i fratelli Robert e William Forrest per la Tennant Company a Glasgow, in Scozia, sviluppò il processo MacArthur-Forrest per l'estrazione dell'oro dai minerali aurei, e nello stesso anno furono rilasciati diversi brevetti
 Sospendendo il minerale frantumato in una soluzione di cianuro, è fu ottenuta una separazione fino al 96% di oro puro. Il processo fu utilizzato per la prima volta sul Rand nel 1890 e, nonostante le imperfezioni operative, portò a un boom di investimenti con l'apertura di miniere d'oro più grandi.
Nel 1891, il farmacista del Nebraska Gilbert S. Peyton aveva perfezionato il processo nella sua Mercur Mine nello Utah, "il primo impianto minerario negli Stati Uniti a ottenere un successo commerciale del processo al cianuro sui minerali d'oro". Nel 1896, Bodländer confermò che l'ossigeno era necessario per il processo, cosa che era stata messa in dubbio da MacArthur, e scoprì che il perossido di idrogeno si era formato come intermedio. Intorno al 1900, il metallurgista americano Charles Washington Merrill (1869-1956) e il suo ingegnere Thomas Bennett Crowe migliorarono il trattamento del percolato di cianuro, utilizzando il vuoto e la polvere di zinco. Il loro processo è chiamato processo Merrill-Crowe.

## Reazioni chimiche

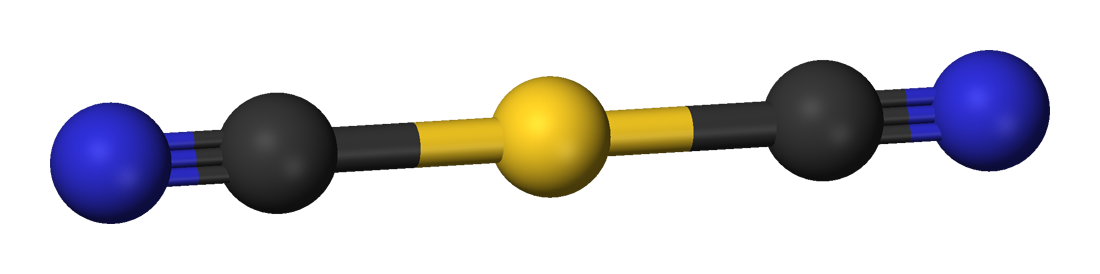
Modello ad asta e sfera dello ione complesso aurocianuro, o dicianurato(I) [Au(CN)_{2}]^{−}..

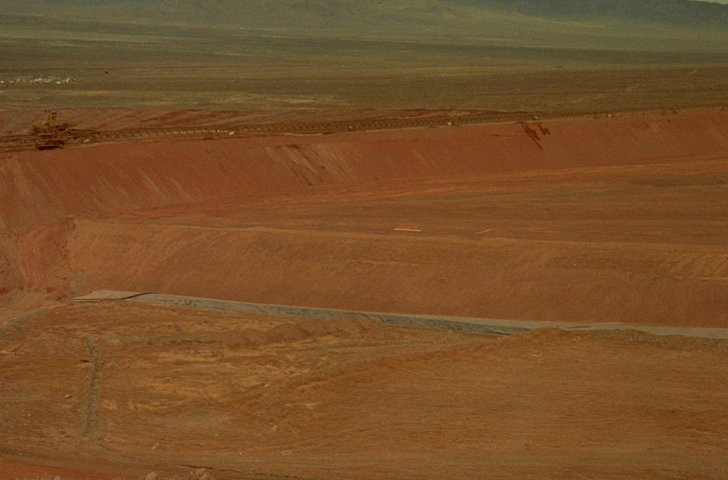
Cumulo di cianuro prodotto dalla lisciviazione in un'attività di estrazione dell'oro vicino a Elko, in Nevada.

La reazione chimica per la dissoluzione dell'oro, chiamata "equazione di Elsner", è la seguente:
{\displaystyle {\ce {4Au(s)\ +\ 8NaCN(aq)\ +\ O2(g)\ +\ 2H2O(l)->4Na[Au(CN)2](aq)\ +\ 4NaOH(aq)}}}
In questo processo redox, l'ossigeno rimuove, tramite una reazione in due fasi, un elettrone da ciascun atomo d'oro per formare il ione complesso Au(CN)2-.

## Applicazione
Il minerale viene sminuzzato utilizzando macchinari per la macinazione. A seconda del minerale, a volte viene ulteriormente concentrato per flottazione con schiuma o per concentrazione centrifuga (gravitazionale). L'acqua viene aggiunta per produrre un impasto liquido o polpa. La sospensione minerale di base può essere combinata con una soluzione di cianuro di sodio o cianuro di potassio; molte operazioni utilizzano cianuro di calcio, che è più conveniente.
Per prevenire la creazione di acido cianidrico tossico durante la lavorazione, alla soluzione di estrazione viene aggiunta calce spenta (idrossido di calcio) o soda (idrossido di sodio) per garantire che l'acidità durante la cianurazione venga mantenuta oltre pH = 10,5 (fortemente basico). Il nitrato di piombo può migliorare la velocità di lisciviazione dell'oro e la quantità recuperata, in particolare nella lavorazione di minerali parzialmente ossidati.

### Effetto dell'ossigeno disciolto
L'ossigeno è uno dei reagenti consumati durante la cianurazione: dato che l'ossigeno accetta gli elettroni dall'oro, una sua carenza in forma disciolta rallenta la velocità di lisciviazione. L'aria o l'ossigeno puro possono essere spurgati attraverso la polpa per massimizzare la concentrazione di ossigeno disciolto. I contattori ossigeno-polpa vengono utilizzati per aumentare la pressione parziale dell'ossigeno a contatto con la soluzione, portando così la concentrazione di ossigeno disciolto a livello molto più alti del livello di saturazione che si avrebbe alla pressione atmosferica. L'ossigeno può essere aggiunto anche dosando la polpa con una soluzione di perossido di idrogeno.

### Pre-aerazione e lavaggio del minerale
In alcuni minerali, in particolare quelli parzialmente solforati, l'aerazione (prima dell'introduzione del cianuro) del minerale in acqua ad alto pH può rendere elementi come ferro e zolfo (meno reattivi al cianuro), rendendo quindi più efficiente il processo di cianurazione dell'oro. In particolare, l'ossidazione del ferro in ossido ferrico e la successiva precipitazione come idrossido di ferro riduce al minimo la perdita di cianuro dalla formazione di complessi di cianuro ferroso. L'ossidazione dei composti dello zolfo in ioni solfato evita il consumo di sottoprodotto di cianuro in tiocianato (SCN-).

## Recupero dell'oro da soluzioni di cianuro
In ordine di efficienza economica decrescente, i processi comuni per il recupero dell'oro solubilizzato dalla soluzione sono (alcuni processi possono essere preclusi all'uso da fattori tecnici):
- Carbone in polpa
- Raffinazione elettrolitica
- Processo Merrill-Crowe

## Processi di bonifica con cianuro
Il cianuro che rimane nei flussi di coda negli impianti di estrazione dell'oro è potenzialmente pericoloso. Pertanto, alcune operazioni trattano i flussi di rifiuto contenenti cianuro con una fase di detossificazione: questo passaggio riduce le concentrazioni di tali composti di cianuro. Il processo con licenza INCO e il processo con acido di Caro ossidano il cianuro in cianato, che non è tossico quanto lo ione cianuro, e che può quindi reagire per formare carbonati e ammoniaca:
{\displaystyle {\ce {CN^{-}\ + \ [O] -> OCN^{-}}}}
{\displaystyle {\ce {OCN^{-}\ +\ 2H2O->HCO3^{-}\ +\ NH3}}}
Il processo INCO può tipicamente abbassare le concentrazioni di cianuro al di sotto di 50 mg/L, mentre il processo con acido di Caro può abbassare i livelli di cianuro tra 10 e 50 mg/L, con le concentrazioni più basse ottenibili nei flussi di soluzione piuttosto che nei fanghi. L'acido di Caro (acido perossomonosolforico, H2SO5) converte il cianuro in cianato. Il cianato quindi idrolizza a ioni ammonio e carbonato. Il processo acido di Caro è in grado di raggiungere livelli di scarico di acidi deboli dissociabili (WAD - "Weak Acid Dissociable) inferiori a 50 mg/L, che è generalmente adatto per lo scarico negli sterili. Anche il perossido di idrogeno e la clorazione basica possono essere usati per ossidare il cianuro, sebbene questi approcci siano meno comuni.
Oltre 90 miniere in tutto il mondo ora utilizzano un circuito di disintossicazione SO2/aria INCO per convertire il cianuro nel cianato molto meno tossico prima che i rifiuti vengano scaricati in un bacino di decantazione. Tipicamente, questo processo soffia aria compressa attraverso gli sterili aggiungendo metabisolfito di sodio, che rilascia SO2. La calce viene utilizzata per mantenere il pH intorno a 8,5 e il solfato di rame viene aggiunto come catalizzatore se il rame è insufficiente nell'estratto di minerale. Questa procedura può ridurre le concentrazioni di cianuro " (WAD) al di sotto dei 10 ppm imposti dalla Direttiva UE sui Rifiuti Minerari. Questo livello è paragonabile al cianuro libero di 66-81 ppm e al cianuro totale di 500-1000 ppm nello stagno di Baia Mare. Il cianuro libero rimanente si degrada nello stagno, mentre gli ioni di cianuro si idrolizzano in ammonio. Gli studi dimostrano che il cianuro residuo intrappolato negli sterili delle miniere d'oro provoca il rilascio persistente di metalli tossici (ad esempio il mercurio) nelle acque sotterranee e nelle acque superficiali.

## Effetti sull'ambiente

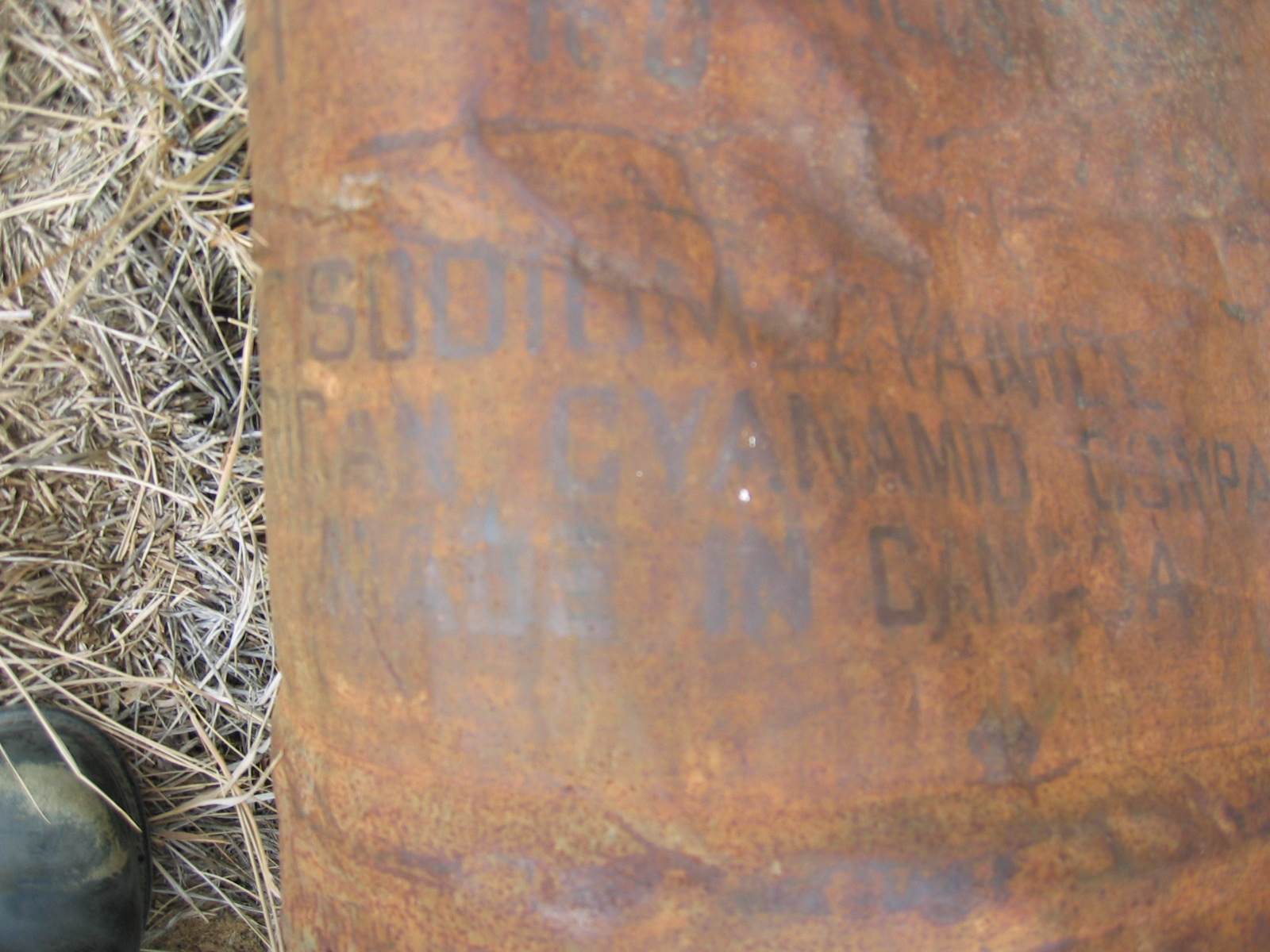
Tamburo di cianuro di sodio nella miniera abbandonata di Chemung a Masonic in California.

Nonostante sia utilizzato nel 90% della produzione di oro: la cianurazione dell'oro è controversa a causa della natura tossica del cianuro. Sebbene le soluzioni acquose di cianuro si degradino rapidamente alla luce del sole, i prodotti meno tossici, come cianati e tiocianati, possono persistere per alcuni anni. Disastri minerari hanno ucciso poche persone: gli esseri umani possono essere avvertiti di non bere o di non avvicinarsi all'acqua inquinata, ma le fuoriuscite di cianuro possono avere un effetto devastante sui fiumi, a volte uccidendo tutto per diversi chilometri a valle. Il cianuro viene presto dilavato dai sistemi fluviali e, finché gli organismi possono migrare dalle aree non inquinate a monte, le aree colpite possono essere presto ripopolate. Secondo le autorità rumene, nel fiume Someș sotto Baia Mare, il plancton è tornato al 60% rispetto ai valori normali entro 16 giorni dalla fuoriuscita; i numeri non sono stati confermati dall'Ungheria o dalla Jugoslavia. Le famose fuoriuscite di cianuro includono:
| Anno                | Miniera     | Stato              | Incidente                                                                                    |
| ------------------- | ----------- | ------------------ | -------------------------------------------------------------------------------------------- |
| 1985-91             | Summitville | Stati Uniti        | Perdita dal tampone di lisciviazione                                                         |
| anni '80 - presente | Ok Tedi     | Papua Nuova Guinea | Disastro ambientale                                                                          |
| 1995                | Omai        | Guyana             | Crollo della diga degli sterili                                                              |
| 2000                | Baia Mare   | Romania            | Crollo della diga di contenimento                                                            |
| 2000                | Tolukuma    | Papua Nuova Guinea | Un elicottero ha fatto cadere una cassa di materiale nella foresta pluviale                  |
| 2018                | San Dimas   | Messico            | Un camion ha perso 200 litri di soluzione di cianuro nel fiume Piaxtla nei pressi di Durango |

Tali fuoriuscite hanno provocato feroci proteste contro le nuove miniere che comportano l'uso di cianuro, come Roșia Montană in Romania, Lago Cowal in Australia, Pascua-Lama in Cile e Bukit Koman in Malaysia.

## Alternative al cianuro
Sebbene il cianuro sia economico, efficace e biodegradabile, la sua elevata tossicità ha portato a nuovi metodi per estrarre l'oro utilizzando reagenti meno tossici. Sono stati esaminati altri estraenti tra cui tiosolfato (S2O32-), tiourea (SC(NH2)2), iodio/ioduro, ammoniaca, mercurio liquido e alfa-ciclodestrina. Le sfide includono il costo dei reagenti e l'efficienza del recupero dell'oro. La tiourea è stata implementata commercialmente per minerali contenenti stibnite.
Un'altra alternativa alla cianurazione è la famiglia dei liscivianti a base di glicina. GlyLeach™ e GlyCat™ si riferiscono collettivamente come Glycine Leaching Technology "GLT".

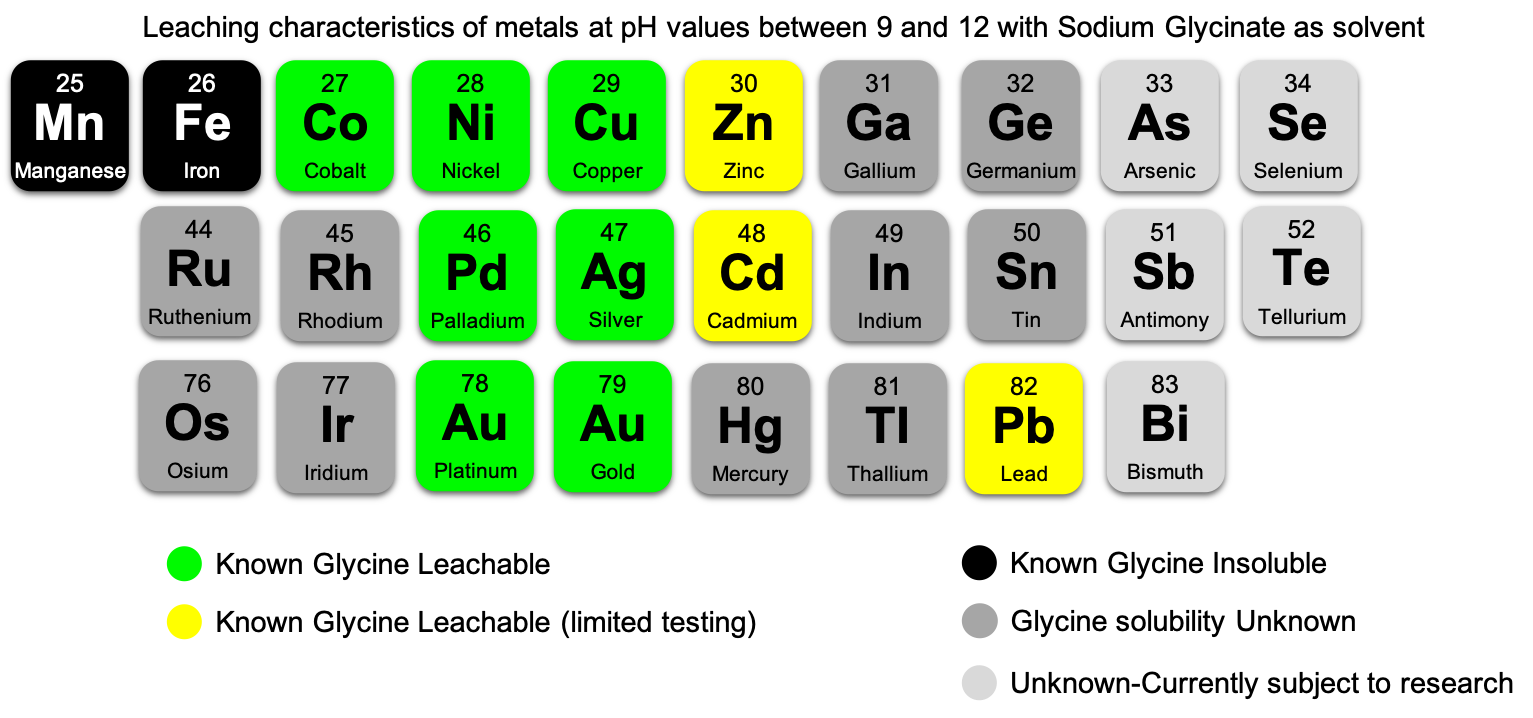
Selettività agli ioni metallici del glicinato di sodio.

## Legislazione
Gli stati americani del Montana e del Wisconsin, la Repubblica Ceca, l'Ungheria, hanno vietato l'estrazione col cianuro. La Commissione europea ha respinto una proposta per tale divieto, osservando che i regolamenti esistenti (vedi sotto) forniscono un'adeguata protezione dell'ambiente e della salute. Diversi tentativi di vietare la cianurazione dell'oro in Romania sono stati respinti dal parlamento rumeno. Attualmente ci sono proteste in Romania che chiedono il divieto dell'uso del cianuro nelle miniere.
Nell'UE, l'uso industriale di sostanze chimiche pericolose è disciplinato dalla cosiddetta direttiva Seveso II (direttiva 96/82/CE), che ha sostituito l'originale direttiva Seveso (82/501/CEE), introdotta dopo il 1976 in seguito al disastro della diossina di Seveso. Il "cianuro libero e qualsiasi composto in grado di rilasciare cianuro libero in soluzione" è ulteriormente controllato dall'inclusione nell'elenco I della direttiva sulle acque sotterranee (direttiva 80/68/CEE) che vieta qualsiasi scarico di dimensioni tali da causare deterioramento della qualità delle acque sotterranee in quel momento o in futuro. La direttiva sulle acque sotterranee è stata ampiamente sostituita nel 2000 dalla Water Framework Directive (2000/60/CE).
In risposta alla fuoriuscita di cianuro di Baia Mare nel 2000, il Parlamento europeo e il Consiglio hanno adottato la direttiva 2006/21/CE sulla gestione dei rifiuti delle industrie estrattive. L'articolo 13, paragrafo 6, richiede che "la concentrazione di cianuro dissociabile con acido debole nelle acque sia ridotta al livello più basso possibile utilizzando le migliori tecniche disponibili" e tutte le miniere avviate dopo il 1 maggio 2008 al massimo non possono scaricare rifiuti contenenti cianuro di WAD superiore a 10 ppm; alle miniere costruite o autorizzate a estrarre prima di tale data non sono consentite inizialmente più di 50 ppm, scendendo a 25 ppm nel 2013 e 10 ppm entro il 2018.
Ai sensi dell'articolo 14, le aziende devono anche mettere in atto garanzie finanziarie per garantire la bonifica dopo la chiusura della miniera. Ciò può in particolare interessare le società più piccole che desiderano costruire miniere d'oro nell'UE, poiché è meno probabile che dispongano della forza finanziaria per fornire questo tipo di garanzie.
L'industria ha elaborato un "codice del cianuro" volontario che mira a ridurre l'impatto ambientale con audit di terzi sulla gestione del cianuro di un'azienda.